# DESTINY (MY LITTLE LOVERの曲)
「DESTINY」（デスティニー）は、1998年5月13日に発売されたMY LITTLE LOVERの11枚目のシングル。発売元はトイズファクトリー。

## 概要
- フジテレビ系ドラマ『WITH LOVE』の主題歌としてリリースされた。当時話題となったこのドラマのタイアップ効果は大きく、オリコン初登場4位ながら50万枚を超える売上を記録、彼らの中期の代表作となった。
- カップリングの「Naked」はアルバム『PRESENTS』からのリカット曲。

## 収録曲
全作詞・作曲・編曲：小林武史
1. DESTINY (4:46)
フジテレビ系ドラマ『WITH LOVE』主題歌
2. Naked (6:16)
資生堂「セレンシュア」CMソング
3. DESTINY (instrumental) (4:44)

## 収録アルバム
- PRESENTS (#2)
- NEW ADVENTURE (#1)
- singles (#1)
- Best Collection (#1)

| 前半 | 前半       | → | 間奏 | 間奏          | → | 大サビ | 大サビ     |
|      | ロ長調 (B) | → |      | 変ニ長調 (D♭) | → |        | ロ長調 (B) |